# Butto (impianto fognario)

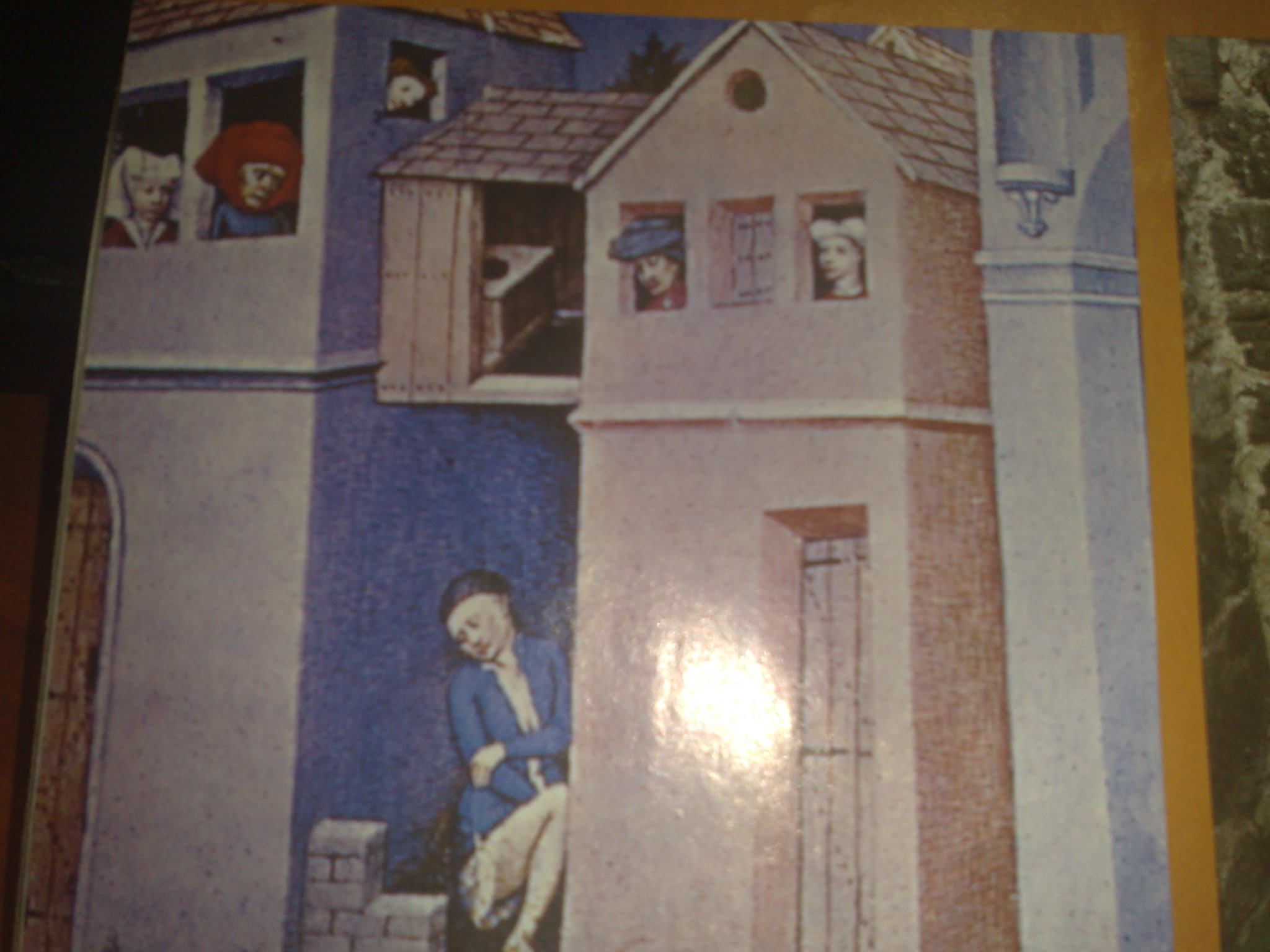
Andreuccio da Perugia caduto in un pozzo da butto a Napoli.

Il butto, o pozzo da butto, era una cavità, naturale o artificiale, attigua alle abitazioni costruite tra Medioevo e Rinascimento, che serviva per lo sversamento di rifiuti e deiezioni umane ed animali. 
In origine erano utilizzati per la  conservazione del grano o come cisterne per l'acqua, costruiti in tufo e collegati agli orti o direttamente alle strade; in seguito si iniziò a gettarvi di tutto, comprese le suppellettili di casa ed i corredi da cucina e vasellame pregiato, che venivano gettati nei periodi di pestilenza. Essi servivano anche come latrine per lo sversamento delle acque nere. 
Per evitare la diffusione dell'orribile puzzo che si alzava da esso, si copriva il butto con un coperchio di legno o una lastra di pietra: per evitare altresì anche che divenissero fucine di gravi infezioni si versava all'interno cenere o calce viva. 
Provvedimenti legislativi per la regolamentazione dell'uso dei butti, in specie quelli che servivano agli artigiani della pelle per lo smaltimento dei residui della lavorazione della concia, furono presi da Federico II di Svevia con la Costituzione di Melfi nel 1231. Con tali provvedimenti si stabiliva che i butti attigui le officine si dovessero spostare alle periferie delle città. Per le minime lavorazioni sporche, quali il risciacquo degli animali macellati ed il lavaggio dei prodotti grezzi dell'artigianato tessile, furono costruiti i guazzatoi, che rappresentavano la parte più bassa delle fontane pubbliche. Nel 1500 venne istituita la carica di maestro delle immondizie, funzionario pubblico addetto alla risoluzione del problema dello smaltimento degli scarti.
Nell'epoca moderna essi rivestono una grande importanza archeologica e storica, in quanto i loro ritrovamenti permettono di ricostruire esemplari di ceramiche da mensa, da cucina, da dispensa e per usi vari, e l'associazione con i resti di pasto e con gli altri materiali reperiti può anche fornire importanti informazioni sulle abitudini alimentari e aspetti della vita quotidiana dell'epoca.

## Nella cultura
Andreuccio da Perugia, nella celebre novella del Decameron di Giovanni Boccaccio cade in un butto di Napoli quando si reca a casa della prostituta che lo deruba dei suoi averi.